# Ondřej Veselý (politik)
Ondřej Veselý (* 3. května 1976 Krnov) je český advokát a politik SOCDEM, v letech 2017 až 2021 poslanec Poslanecké sněmovny PČR, v letech 2008 až 2016 zastupitel Jihočeského kraje, v letech 2010 až 2014 starosta města Písek, v letech 2019 až 2021 místopředseda České strany sociálně demokratické.

## Vzdělání a profese
Po maturitě na gymnáziu v Novém Jičíně (1994) vystudoval Právnickou fakultu ZČU v Plzni (promoce 1999). Poté nastoupil jako podnikový právník Lesy České republiky, s. p. V roce 2003 složil na Právnické fakultě UK v Praze rigorózní zkoušku a získal titul JUDr. Od roku 2004 pracoval jako advokátní koncipient v advokátní kanceláři Papež, Jarušek & Volmanová. V roce 2006 po advokátní zkoušce byl zapsán do seznamu advokátů ČAK a zahájil samostatný výkon advokacie.

## Politická kariéra
V roce 2003 vstoupil do České strany sociálně demokratické (od roku 2023 Sociální demokracie). V komunálních volbách v roce 2006 byl za tuto stranu z pozice lídra kandidátky zvolen zastupitelem města Písek. Následně se stal předsedou Finančního výboru města. V komunálních volbách v roce 2010 mandát zastupitele města obhájil. Dne 7. listopadu 2010 se stal starostou města. Také v komunálních volbách v roce 2014 obhájil post zastupitele města, starostkou se však v listopadu 2014 stala Eva Vanžurová.
V krajských volbách v roce 2004 kandidoval za ČSSD do Zastupitelstva Jihočeského kraje, ale neuspěl. Krajským zastupitelem se stal až po krajských volbách v roce 2008, následně i místopředsedou Finančního výboru kraje. V krajských volbách v roce 2012 obhájil mandát krajského zastupitele, v krajských volbách v roce 2016 se mu to však již nepodařilo.
Na začátku června 2017 se stal po odstoupení Stanislava Mrvky z pozice lídra kandidátky ČSSD v Jihočeském kraji pro volby do Poslanecké sněmovny PČR v roce 2017 novým krajským lídrem. Získal 1 347 preferenčních hlasů a stal se poslancem. V komunálních volbách v roce 2018 obhájil mandát zastupitele města Písek, když vedl místní kandidátku ČSSD.
Na 41. sjezdu ČSSD v Hradci Králové byl dne 1. března 2019 zvolen řadovým místopředsedou strany. Získal 313 hlasů od 472 delegátů. Na dalším sjezdu v dubnu 2021 však již do vedení strany nekandidoval.
Ve volbách do Poslanecké sněmovny PČR v roce 2021 byl lídrem kandidátky ČSSD v Jihočeském kraji. Zvolen však nebyl, neboť ČSSD nepřekročila pětiprocentní hranici nutnou pro vstup do Sněmovny.
Ve volbách do Evropského parlamentu v červnu 2024 kandidoval za SOCDEM na 23. místě její kandidátky. Strana však získala pouze 1,86 % hlasů, a zvolen tak nebyl. V říjnu 2024 byl zvolen předsedou Ústřední kontrolní komise strany.